# Vaisravana

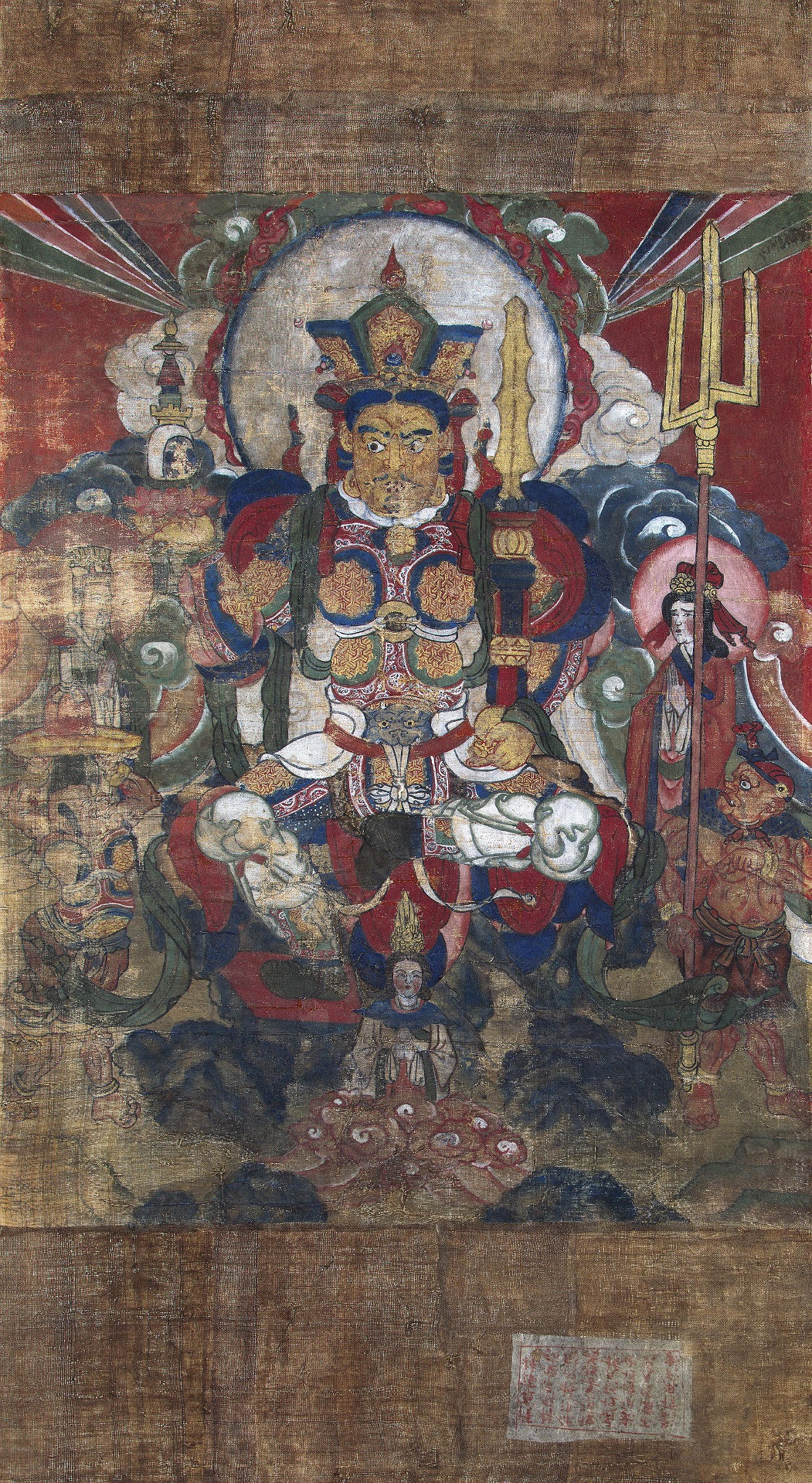
Vaiśravaṇa, pintura descubierta en Khara-Khoto, antigua ciudad del Imperio tangut;.

Vaiśravaṇa (sánscrito) o Vessavaṇa (Pali; en tibetano: རྣམ་ཐོས་སྲས་, dialecto de Lhasa AFI: Namtösé)  en chino tradicional, 多聞天王; en chino simplificado, 多闻天王; pinyin, Duōwén Tiānwáng, en japonés: 毘沙門天, romanizado: Bishamonten en coreano: 비사문천, romanizado: Bisamuncheon), es uno los Cuatro Reyes Celestiales para el misticismo budista, considerado una importante figura en Budismo y para Japón es parte de los Siete Dioses de la Fortuna llamado Bishamonten.

## Nombres
El nombre Vaiśravaṇa es un vṛddhi (usado, por ejemplo, para patronímicos) del nombre propio sánscrito Viśravaṇa de la raíz vi-śru "escuchar claramente", (pasivo) "hacerse famoso".  El nombre Vaiśravaṇa se deriva del sánscrito viśravaṇa que significa "hijo de Vishrava ", un epíteto habitual del dios hindú Kubera. Vaiśravaṇa también se conoce como Kubera y Jambhala en sánscrito y Kuvera en pali.
Otros nombres incluyen:
- chino tradicional: 多聞天; chino simplificado: 多闻天; pinyin: Duōwén Tiān; Japonés medio tardío: 多聞天 (Tamonten); idioma coreano: 다문천 (Damuncheon); vietnamita: Đa Văn Thiên, un calco del sánscrito Vaiśravaṇa
- chino tradicional: 毗沙門天; Chino simplificado: 毗沙门天; pinyin: Píshāmén Tiān; Japanese: 毘沙門天 (Bishamonten); Korean: 비사문천 (Bisamuncheon); Vietnamita: Tỳ Sa Môn Thiên. Esta fue una palabra prestada de Vaiśravaṇa al Chino medio con la adición de la palabra "cielo, dios".
- en tibetano: རྣམ་ཐོས་སྲས, wylie: rnam thos sras, THL Namthöse, "Príncipe que todo lo oye", un calco del sánscrito Vaiśravaṇa
- en mongol: Баян Намсрай bajn namsrɛ es un préstamo del tibetano this sras, una forma corta de tibetano rnam this sras con la adición de un honorífico pareido a señor.

## Características
El carácter de Vaiśravaṇa se basa en la deidad hindú Kubera, pero aunque las deidades budista e hindú comparten algunas características y epítetos, cada una de ellas tiene diferentes funciones y mitos asociados. Aunque fue traído al este de Asia como una deidad budista, Vaiśravaṇa ha convertido en un personaje de la religión popular y ha adquirido una identidad que es parcialmente independiente de la tradición budista (cf. el tratamiento similar de Guanyin y Yama).
Vaiśravaṇa es el guardián del dirección del norte, y su casa esta al norte del cuadrante de Sumeru. El es líder de los yakṣas que residen en las pendientes de Sumero
A menudo se le representa con una cara amarilla. Lleva un paraguas o sombrilla ( chatra) como símbolo de su soberanía. A veces también se le muestra con una mangosta, a menudo se muestra expulsando joyas de su boca. La mangosta es enemiga de la serpiente, símbolo de la codicia o el odio; la expulsión de joyas representa generosidad.

## En la tradición Theravāda

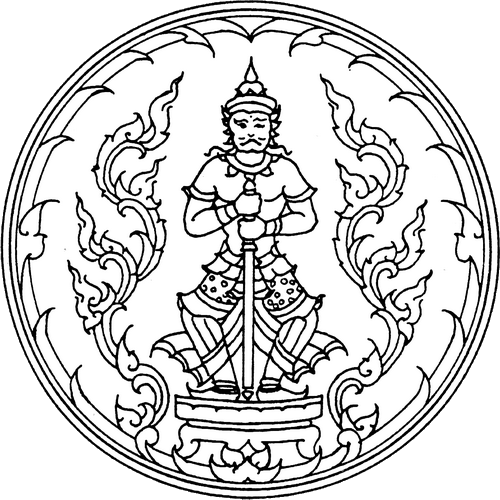
Vaiśravaṇa como el sello de la provincia de Udon Thani, Tailandia

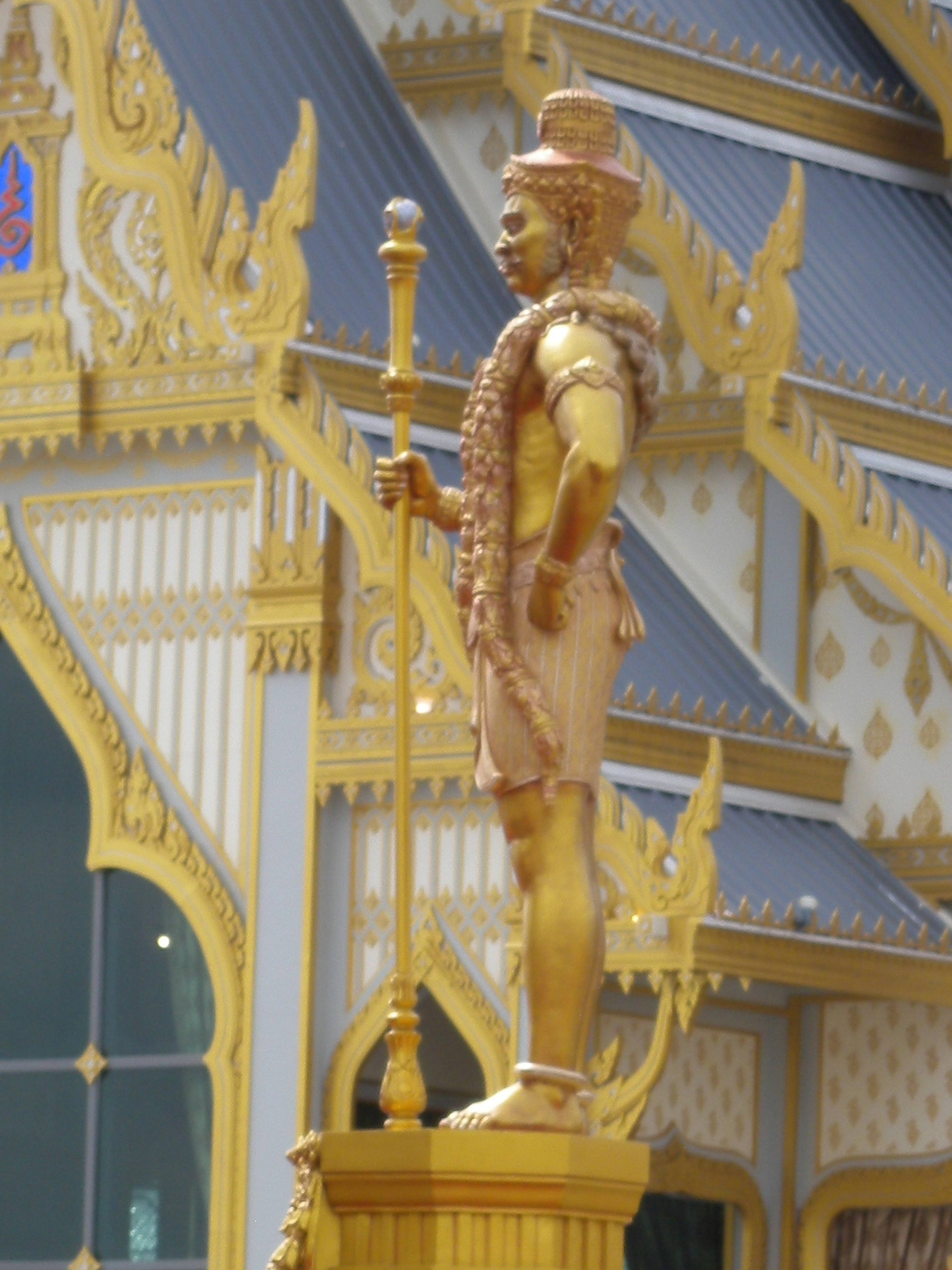
Estatua de Vaiśravaṇa como guardián en el crematorio real del rey Bhumibol Adulyadej de Tailandia, 2017.

En el Canon Pali del Budismo Theravāda, Vaiśravaṇa se llama Vessavaṇa . Vessavaṇa es uno de los Cāturmahārājika deva o "Cuatro Grandes Reyes Celestiales", cada uno de los cuales gobierna en una dirección específica. Vessavaṇa es el cuadrante norte del mundo, incluida la tierra de Uttarakuru. Según algunos suttas, toma su nombre de una región llamada Visāṇa ; allí también tiene una ciudad llamada Ālakamandā, que es sinónimo de riqueza. Vessavaṇa gobierna a los yakshas, seres con una naturaleza entre 'hada' y 'ogro'.
Con su esposa Bhuñjati,tien cinco hijasLatā, Sajjā, Pavarā, Acchimatī, and Sutā. Tiene un sobrino llamado Puṇṇaka, un yakkha, esposo de la mujer nāga Irandatī. Tiene un carro llamado Nārīvāhana. Se le llama gadāvudha (sánscrito: gadāyudha) "armado con un garrote", pero solo lo usó antes de convertirse en un seguidor del Buda.
Vessavaṇa tiene el nombre "Kuvera" de un nombre que tenía en una vida pasada como rico propietario de un molino brahmán de Sri Lanka, que dio todo el producto de uno de sus siete molinos a la caridad y proporcionó limosnas a los necesitados durante 20.000 años. Renació en el cielo de Cātummahārājikā como resultado de este buen karma.
Como ocurre con todas las deidades budistas, Vessavaṇa es propiamente el nombre de un cargo (ocupado de por vida) en lugar de un individuo permanente. Cada Vessavaṇa es mortal y, cuando muera, será reemplazado por un nuevo Vessavaṇa. Como otros seres del mundo Cātummahārājika, su vida útil es de 90.000 años (otras fuentes dicen que nueve millones de años). Vessavaṇa tiene la autoridad para otorgar a los yakkhas áreas particulares (por ejemplo, un lago) para proteger, y estas generalmente se asignan al comienzo del reinado de Vessavaṇa
Cuando nació Gautama Buddha, Vessavaṇa convirtió en su seguidor y finalmente, alcanzó la etapa de sotāpanna, alguien que solo tiene siete vidas más antes de la iluminación. A menudo traía al Buda y a sus seguidores mensajes de los dioses y otros humanos, y los protegía. Le presentó al Buda los Āṭānāṭā, que los budistas que meditaban en el bosque podrían usar para protegerse de los ataques de los yakkhas salvajes u otros seres sobrenaturales que no tienen fe en el Buda. Estos versos son una forma temprana de canto protector.
Bimbisāra, rey de Magadha, después de su muerte renació como un yakkha llamado Janavasabha en el séquito de Vessavaṇa.
En los primeros años del budismo, Vessavaṇa en los árboles dedicados a él como santuarios. Algunas personas le pidieron que les concediera hijos.

## En China
En China, Vaiśravaṇa es uno de los Cuatro Reyes Celestiales, y se le considera un dios guerrero y protector del norte. También se le considera como uno de los Veinte Devas (二十 諸天 Èrshí Zhūtiān) o los Veinticuatro Devas (二十 四 諸天 Èrshísì zhūtiān), un grupo de dharmapalas budistas que se manifiestan para proteger el Dharma. En la iconografía budista china, sostiene una pagoda en su mano derecha y un tridente en su mano izquierda. En los templos chinos, a menudo está consagrado dentro del Salón de los Reyes Celestiales (天王 殿) con los otros tres Reyes Celestiales. Su nombre Duōwén Tiānwáng (多 聞 天王 lit. "escuchar muchas enseñanzas") es una referencia a la creencia de que él guarda el lugar donde el Buda enseña. En la creencia taoísta, se le confunde con el dios Li Jing, cuya iconografía incorpora muchas de las características de Vaiśravaṇa, como llevar una pagoda.

## En Japón

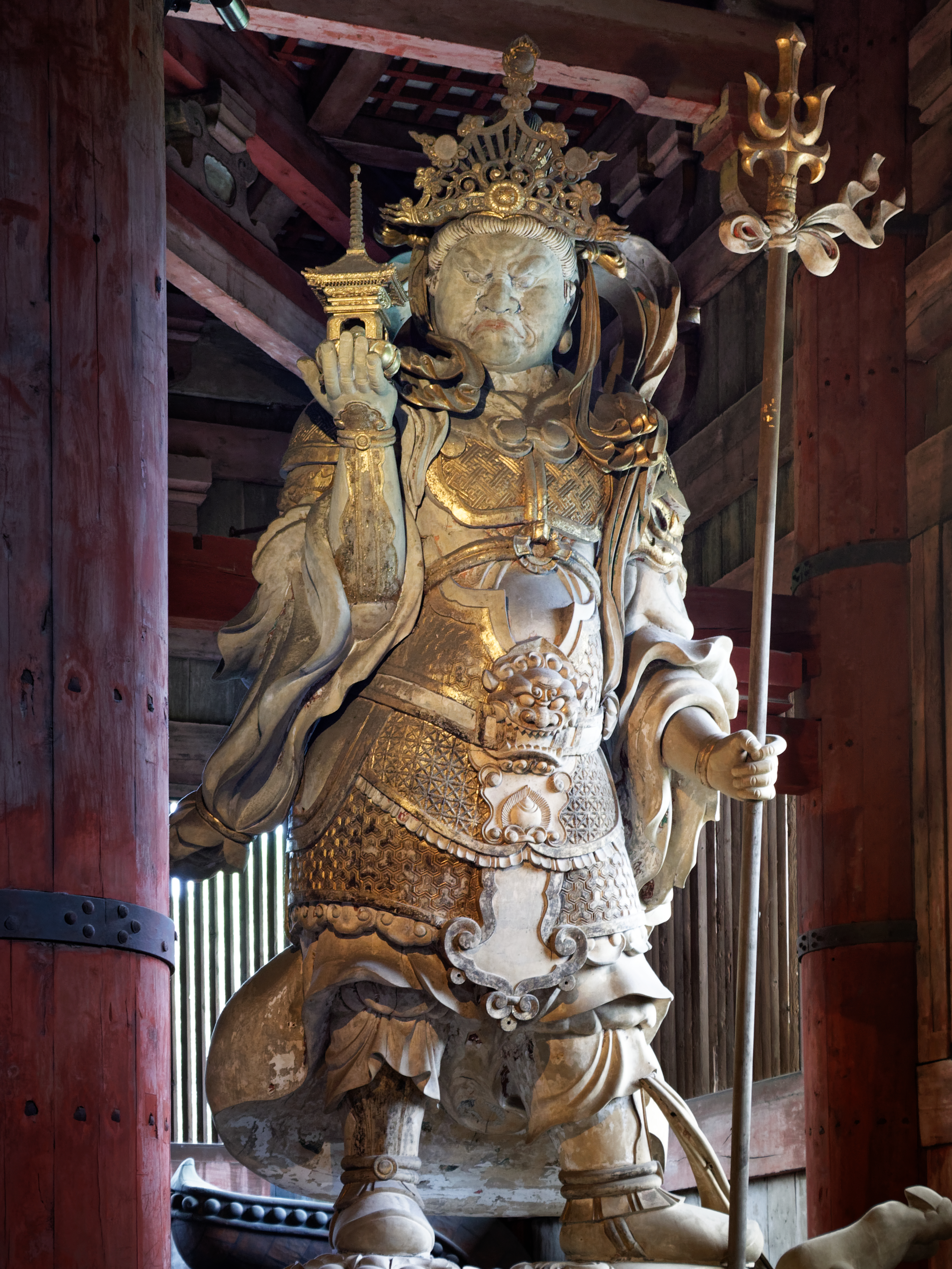
Estatua de Tamonten en Tōdai-ji, Nara

En Japón, Bishamonten (毘 沙門 天), o simplemente Bishamon (毘 沙門), es considerado un dios de la guerra o guerreros con armadura y un castigador de los malhechores. Se representa a Bishamon sosteniendo una lanza en una mano y una pequeña pagoda en la otra, esta última simboliza la casa del tesoro divino, cuyo contenido guarda y regala. En el folclore japonés, es uno de los siete dioses afortunados.
Bishamon también se llama Tamonten (多 聞 天 lit. "escuchar muchas enseñanzas") porque es visto como el guardián de los lugares donde el Buda predica. Se cree que vive en la mitad del Monte Meru. También está asociado con Hachiman. Especialmente en la tradición de Shingon que le da algún lugar y valor a este carácter híbrido de Bishamon, aunque la mayoría de los templos Mahayana tienen a Bishamon y su contraparte como guardianes en la puerta de entrada.
También se le ha visto como dios de la fortuna para los militares o guerreros debido a ser parte de los dioses afortunados y ser un dios de la guerra.

## En el Tíbet

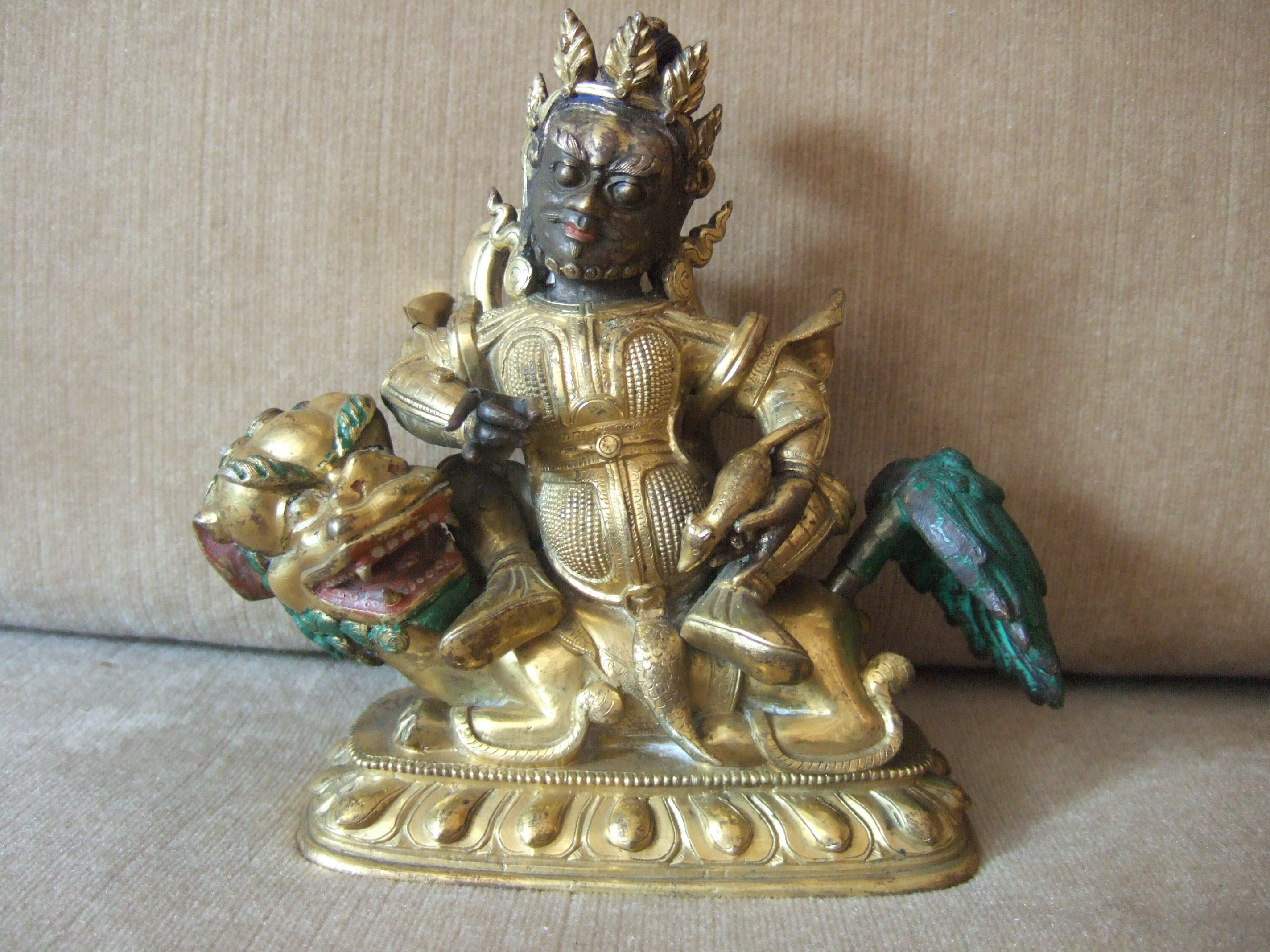
Estatua de bronce tibetano parcialmente dorada de Vaisravana (Jambhala) sentada sobre un león de nieve y sosteniendo una mangosta en su mano izquierda. siglo 18

En el Tíbet, Vaiśravaṇa se considera un lokapāla o dharmapāla en el séquito de Ratnasambhava. También se le conoce como el Rey del Norte. Como guardián del norte, a menudo se lo representa en los murales del templo fuera de la puerta principal. También se le considera un dios de la riqueza. Como tal, a veces se representa a Vaiśravaṇa llevando una cidra, el fruto del árbol jambhara, un juego de palabras con otro nombre suyo, Jambhala. La fruta ayuda a distinguirlo icónicamente de las representaciones de Kuvera. A veces se le representa corpulento y cubierto de joyas. Cuando se le muestra sentado, su pie derecho suele estar colgante y sostenido por una flor de loto sobre la que hay una caracola. Su montura es un león de las nieves. Los budistas tibetanos consideran que el sentimiento de Jambhala con respecto a la riqueza es proporcionar libertad a través de la concesión de prosperidad, de modo que uno puede centrarse en el camino o la espiritualidad en lugar de en la materialidad y temporalidad de esa riqueza.

## En Tailandia
En Tailandia, resuelve la disputa que surgió en la leyenda de Nang Ai y Phadaeng.

## En la cultura popular
El manga de 2011 Noragami, que gira en torno a la mitología japonesa, describe la interpretación japonesa de esta deidad, Bishamonten con armas modernas y siendo una diosa en lugar de un dios masculino
En Digimon, debutó a finales del año 2023 un Digimon basado en Vaisravana llamado Takutoumon, puesto que se utiliza el nombre de Takutō Tennō, otro nombre dado a este personaje mitológico. Esta criatura debutó en el videojuego exclusivo de China llamado Digimon New Century. En abril de 2024 debutó otro Digimon que es una versión mejorada de éste, Takutoumon: Wrath Modeo Takutoumon: Modo Ira en Español.